# Yunho
Jung Yun-ho (hangul: 정윤호; Gwangju, 6 de febrero de 1986), mejor conocido por sus nombres artísticos U-Know, U-Know Yunho y Yunho (en japonés: ユンホ), es un cantante, rapero y actor surcoreano, líder de la boy band surcoreana TVXQ.

## Historia
U-Know nació y creció en Gwangju (Corea del Sur). Tiene una hermana menor, Jung Jihye. Antes de debutar como cantante y para seguir su sueño abandonó la casa de sus padres y se fue a vivir a Seúl, donde muchas veces no tenía dónde dormir ni qué comer. A veces se quedaba en casa de Xiah Junsu, antiguo amigo y futuro compañero de banda en TVXQ. A los 13 años entró en SM Entertainment, después de ganar una competición de baile. Antes de su debut en el 2003, U-Know apareció en un videoclip de Dana (Cantante de su misma discográfica) para su canción "Diamond" de bailarín de fondo y rapero. Eligió U-Know como nombre artístico porque como líder del grupo, quiere entender a todo el mundo como I know you".

## Carrera musical
Ha compuesto algunas canciones, entre ellas "November with love" para el álbum Spellbound (2014, repack de Tense) de TVXQ, también escribió la letra de la versión Japonesa de "Checkmate" (su Solo en 2009). En febrero del 2010 fue anunciado que Yunho había sido elegido para dar en Corea el concierto póstumo de Michael Jackson. Viajó a Los Ángeles para trabajar con gente cercana a Jackson, fue tal el agrado por su trabajo que lo invitaron al concierto póstumo de Michael Jackson en Londres, convirtiéndose así en el representante de Asia.

## Filmografía
Anteriormente Yunho había participado en miniseries junto con sus compañeros de banda, como Banjun Theater y Vacation. Sin embargo, no fue hasta el 2009 que hizo su debut como actor en el drama coreano "Heading to the Ground". Además en el 2010 fue seleccionado para protagonizar el musical ‘Goong’. En el año 2011 realizó una aparición especial en el drama de acción Poseidon, protagonizado por uno de sus compañeros de agencia, el miembro de Super Junior Siwon, aunque su rol solo ocupó tres capítulos se señaló como uno de los mejores cameos del año.

### Dramas
- Submundo (Disney+, 2025)[3][4]
- Meloholic (OCN, 2017)
- Go Back Couple (OCN, 2017)
- The Night Watchman (MBC, 2014)
- Saki (Fuji Tv, 2013) Cameo
- Queen of Ambition (SBS,2013)
- I Live in Cheongdam-dong (TBC, 2011)
- Poseidon (KBS, 2011)
- Welcome to the Show (SBS, 2011)
- Haru: An Unforgettable Day in Korea (2010)
- Heading to the Ground (MBC, 2009)
- Vacation (AYUMA, 2006)
- Rainbow Romance (MBC, 2005)
- Banjun Drama (SBS, 2005)

### Películas
- Ode to My Father (2014)
- Make Your Move (2014)
- I AM (2012)
- Dating on Earth (2009)

### Presentador
- 2020: 2020 KBS Gayo Festival - co-presentador junto a Cha Eun-woo y Shin Ye-eun[5]

### Musicales
- Gwanghwamun Love Song (2012)
- Goong, The Musical (2010)

### Programas de variedades
- Coffee Friends (tvN, 2019 - Ep. 4-)[6]
- Hello Counselor (KBS2, 2012, 2014 - Ep. 95 y 159)
- Kiss & Cry (SBS, 2011)
- Running Man (SBS, 2011, 2012 - Ep. 27 y 115)
- I Live Alone (invitado)[7]

## Controversias
Mientras el grupo rodaba para un programa el 14 de octubre de 2006, U-Know tuvo que ser traslado de urgencia a un hospital después de tomarse una bebida en la que un anti fan metió super-glue. Su mánager le ordenó que vomitara enseguida, tuvieron que someterlo a lavados de estómago para quitar el pegamento. Yunho estuvo unas semanas sin tener actividades, para después volver a retomarlas sin hacer comentario y dejando el incidente atrás. La anti fan confesó al día siguiente. La sospechosa, cuyo seudónimo es Ko, que resultó ser miembro de un club anti-TVXQ desde hacía 2 años, fue arrestada el 16 de octubre. Ko escribió una carta para Yunho:

A Jung Yunho:
¡Cuidado con lo que dices! Desde que debutaste te lo tienes muy creído. Dentro de unos años nadie se acordará de ti... Siempre te van a ver como a un simple teen idol, y no como a un cantante de verdad.
¿es que no conoces tus límites? ¡Solo les gustas a los críos!... En serio que quiero matarte.

Hay muchas preguntas sin responder, como por qué bebió Yunho de la botella ya abierta o cómo entró la culpable al recinto del programa. U-Know llamó a la policía y pidió que Ko fuera liberada sin cargos porque su hermana es más o menos de la misma edad.